# يو إف سي 66
يو إف سي 66: ليدل ضد أورتيز (بالإنجليزية: UFC 66: Liddell vs. Ortiz)‏ هو حدث لفنون القتال المختلطة نظمته يو إف سي، أُقيم في 30 ديسمبر 2006، على إم جي إم جراند جاردن أرينا في لاس فيغاس، نيفادا، الولايات المتحدة.